# Maud Lewis
Maud Lewis (South Ohio, 7 marzo 1903 – Digby, 30 luglio 1970) è stata una pittrice canadese.
Rimane una delle artiste folk canadesi più conosciute.

## Biografia
Maud Lewis, nata Maud Dowley, nacque il 7 marzo 1903 a South Ohio, Nuova Scozia, figlia di John e Agnes Dowley. Soffriva di artrite reumatoide giovanile. Nel 1935 suo padre morì e nel 1937 seguì la morte della madre. Come era usuale a quei tempi, suo fratello ereditò la casa di famiglia. Dopo aver vissuto per poco tempo con il fratello, si trasferì a Digby per vivere con sua zia. Dowley fu avvicinata all'arte dalla madre, la quale le insegnò a fare delle cartoline natalizie con gli acquerelli. Iniziò la sua carriera artistica vendendo cartoline natalizie disegnate a mano e dipinte.

### Matrimonio
Dowley sposò Everett Lewis, pescivendolo del Marshalltown, il 16 gennaio 1938, all'età di 34 anni. Secondo Everett, Maud inaspettatamente si presentò alla porta in risposta all'annuncio che aveva affisso in un negozio locale cercando una "domestica" che vivesse a casa sua o una semplice badante per uno scapolo quarantenne. Diverse settimane dopo, si sposarono. Si trasferirono in una casa dall'unica stanza e la soffitta di Everett a Marshalltown, ad alcuni chilometri a ovest di Digby. La casa divenne lo studio di Maud, dove Everett avrebbe poi svolto i lavori casalinghi. Lewis visse la maggior parte della sua vita in povertà con suo marito in un monolocale. La casa è ora conservata nella Art Gallery of Nova Scotia ad Halifax.
Maud Lewis accompagnava suo marito nel quotidiano giro di vendita di pesce, portando con sé le cartoline natalizie che lei disegnava. Vendeva le sue cartoline per 25 centesimi. Le cartoline furono molto apprezzate dai clienti del marito tanto da incoraggiarla ad iniziare a dipingere. Iniziò a dipingere su varie superfici come sul cartone, teglie per dolci, e masonite. Lewis fu un'artista prolifica. Dipingeva su qualsiasi superficie disponibile nella loro piccola casa: pareti, porte, paniere, perfino il forno. Coprì completamente la semplice e commerciale carta da parati con dei sinuosi steli, foglie, e boccioli. Everett incoraggiò Maud a dipingere e le comprò il suo primo set di colori ad olio.

## Produzione artistica

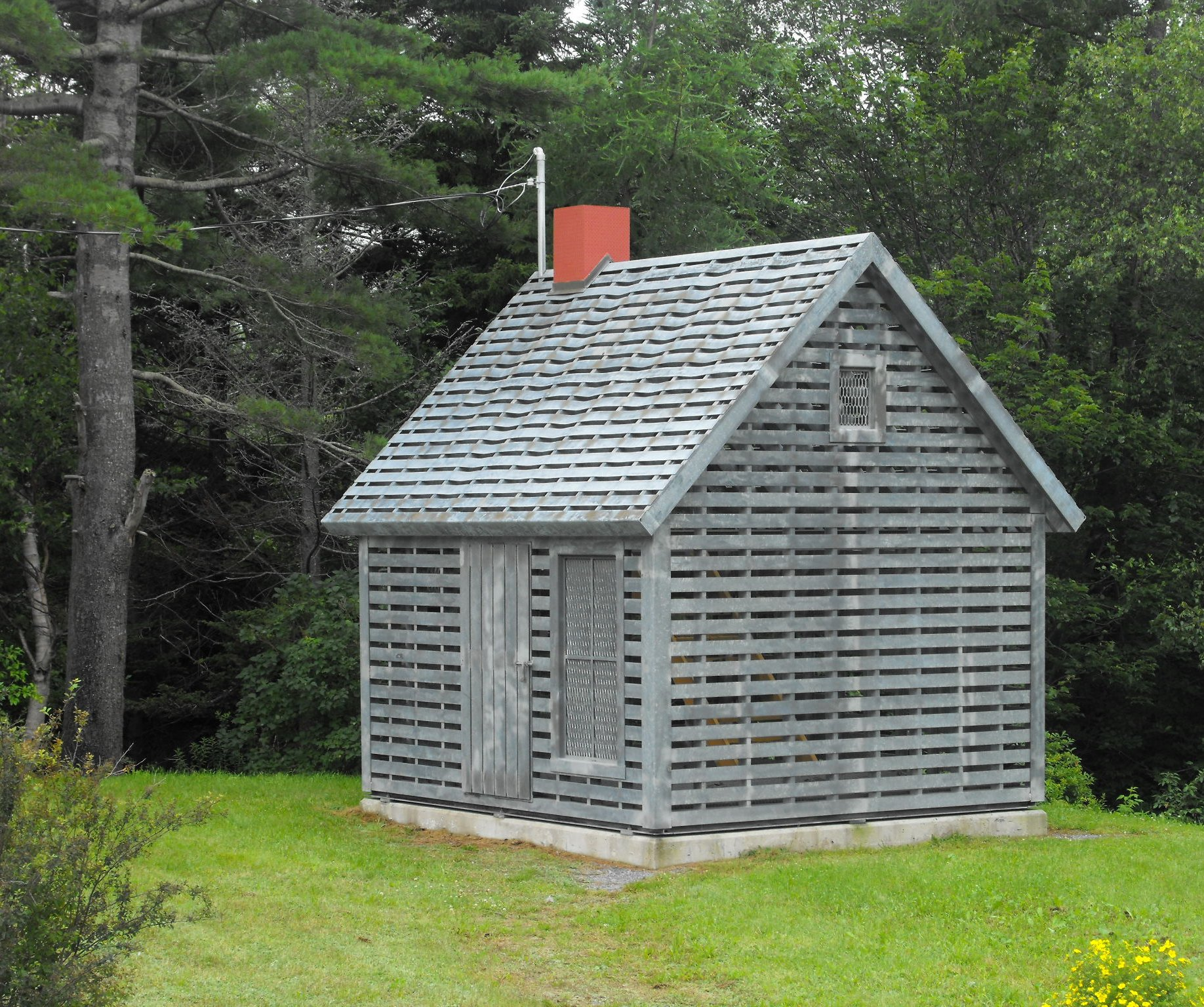
Maud Lewis Memorial in Marshalltown

Maud Lewis amava usare colori brillanti nei suoi dipinti, e i soggetti erano spesso fiori, buoi, cavalli, uccelli, cervi, o gatti. Molti dei suoi dipinti rappresentano scene esterne, come le barche che galleggiavano sull'acqua di Cape Island, cavalli che trainavano la slitta, pattinatrici, ritratti di cani, gatti, cervi, uccelli e mucche. I suoi dipinti erano ispirati dai ricordi d'infanzia del paesaggio e della gente attorno Yarmouth e South Ohio ma anche dai luoghi di Digby come Point Prim e Bayview. Le cartoline natalizie e i calendari le procurarono visibilità. La maggior parte dei suoi dipinti sono piuttosto piccoli - spesso non più di 20 cm x 25 cm, sebbene abbia dipinto almeno 5 quadri di 60 cm x 90 cm. La grandezza era limitata dall'impossibilità di muovere il suo braccio. Usava soprattutto cartongesso e tubetti di Tinsol, una pittura a base d'olio. La tecnica di Lewis consisteva nel fare un primo strato di bianco, poi disegnare le linee guida per poi dipingere direttamente con la pittura dal tubetto. Non ha mai sfumato o mischiato i colori.
I primi dipinti di Maud Lewis del 1940 sono piuttosto rari. Una grande collezione d'opere di Lewis può essere trovata nell'Art Gallery of Nova Scotia (AGNS). L'AGNS occasionalmente mostra il dipinto Chaplin/Wennerstrom shutters (ora parte del Clearwater Fine Foods Inc. collection). Questa collezione comprende ventidue exterior house shutters che Lewis fece nei primi anni del 1940. Il lavoro fu attuato da alcuni Americani proprietari di un cottage nel South Shore. Molti degli shutters sono piuttosto larghi, 5 ft x 1 ft.6 inches. Lewis veniva pagata 70 cents per shutter.
Tra il 1945 e il 1950, la gente cominciò a fermarsi a casa di Lewis a Marshalltown sulla Highway N. 1, la principale autostrada e percorso turistico nella Nuova Scozia occidentale, e lo facevano per comprare i suoi dipinti per due o tre dollari. Solo negli ultimi tre o quattro anni della vita di Lewis i suoi dipinti vennero venduti da sette a dieci dollari. Attirò l'attenzione nazionale grazie ad un articolo sul giornale di Toronto Star Weekly nel 1964, e nel 1965, apparve sulla CBC-TV Telescope. Due dei dipinti di Lewis furono ordinati dalla Casa Bianca nel 1970 durante la presidenza di Richard Nixon. Sfortunatamente, la sua artrite le ha impedito di completare altri ordini dovuti alla visibilità ottenuta a livello nazionale. Negli ultimi anni, i suoi dipinti sono stati venduti all'asta con un costante aumento dei prezzi. Due dei suoi dipinti sono stati venduti a più di 16 000 $. Il prezzo d'asta più alto è di 22 200 $ per il lotto 196 "A Family Outing". Il quadro è stato venduto all'asta di Bonham a Toronto il 30 novembre 2009. Un altro dipinto, "A View of Sandy Cove", fu venduto nel 2012 per 20 400 $. Un dipinto ritrovato nel 2016, "Portrait of Eddie Barnes and Ed Murphy, Lobster Fishermen", in un negozio dell'usato in Ontario è stato venduto in un'asta online terminata il 19 maggio 2017 a un prezzo di 45 000 $.

## Ultimi anni
Durante l'ultimo anno della sua vita, Maud Lewis rimase in un angolo di casa sua, dipingendo tutte le volte che poteva mentre viaggiava avanti e indietro dall'ospedale. Morì a Digby il 30 luglio 1970. Suo marito Everett fu ucciso da un ladro in un tentativo di furto a casa sua nel 1979.

## Casa di Maud Lewis
Dopo la morte di entrambi i coniugi Lewis, la casa iniziò a deperire. In seguito, un gruppo di cittadini dell'area di Digby, preoccupati, fondarono la Maud Lewis Painted House Society; il loro unico obiettivo era di salvare la casa considerata un monumento. Nel 1984, la casa fu venduta alla provincia della Nuova Scozia e consegnata alla cura della Art Gallery of Nova Scotia (AGNS) in Halifax. L'AGNS restaurò la casa e ci installò dentro la galleria come parte permanente della mostra di Maud Lewis.
Un monumento in acciaio riproducente la casa è ora presente dove prima c'era la sua casa a Marshalltown, progettato dall'architetto Brian MacKay-Lyons. Una replica della casa di Maud Lewis costruita dal pescatore in congedo Murray Ross, completa degli interni, fu costruita nel 1999 e si trova a pochi chilometri a nord di Marshalltown sulla strada per Digby Neck in Seabrook.

## Nei media
Maud Lewis è protagonista di un libro scritto da Lance Woolaver, The Illuminated Life of Maud Lewis, e tre National Film Board of Canada documentari, Maud Lewis - A World Without Shadows (1976), The Illuminated Life of Maud Lewis (1998), e I Can Make Art ... Like Maud Lewis (2005), un cortometraggio in cui un gruppo di studenti delle elementari (Grade 6) si ispirarono ai lavori di Lewis per creare un loro dipinto ispirato all'arte folk.
Nel 2009, la Art Gallery of Nova Scotia assieme alla Greg Thompson Productions presentarono una nuova opera teatrale su Maud Lewis all'AGNS. A Happy Heart: The Maud Lewis Story scritta e prodotta da Greg Thompson, lo stesso scrittore e produttore di Marilyn: Forever Blonde all'Art Gallery of Nova Scotia nel January 2008. Thompson scrisse l'opera basata su Maud mentre era in Nuova Scozia nel 2008; il risultato va ad esaminare la vita e l'arte di Maud Lewis. L'opera continuò fino al 25 ottobre 2009.
La sceneggiatrice Sherry White scrisse un copione per un film su Lewis, intitolato Maudie. Maudie debuttò in Canada nel 2016 Toronto International Film Festival. Il film fu diretto da Aisling Walsh, con la partecipazione di Sally Hawkins come Maud e Ethan Hawke come Everett Lewis. Il film fu girato a Terranova e non in Nuova Scozia poiché l'amministrazione di Stephen McNeil eliminò la provincia dal programma. Il regista trovò delle location alternative in Keels e Trinity Bay che andarono a sostituire i luoghi dell'adolescenza di Maud Lewis in Nuova Scozia.